# Monascella
Monascella är ett släkte av svampar. Monascella ingår i familjen Pyronemataceae, ordningen skålsvampar, klassen Pezizomycetes, divisionen sporsäcksvampar och riket svampar.